# Euphorbia cinerascens
Euphorbia cinerascens är en törelväxtart som beskrevs av Georg George Engelmann. Euphorbia cinerascens ingår i släktet törlar, och familjen törelväxter. Inga underarter finns listade i Catalogue of Life.